# 蘇黎世都會區

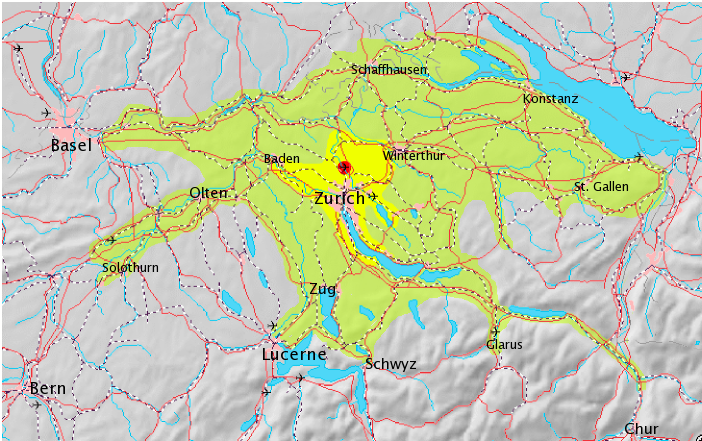
地圖

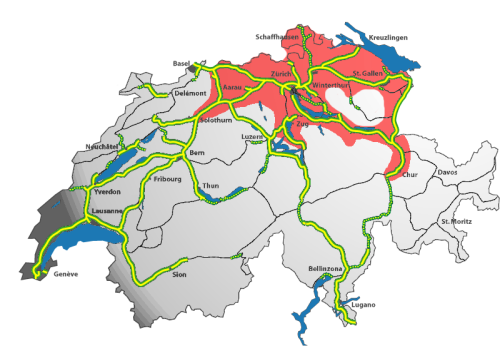
在瑞士的位置

蘇黎世都會區（德語： 或 ）是圍繞苏黎世的城市群，同時也是瑞士的金融中心和歐洲經濟能力最強的地域之一。該都會區大部分的地方都在離蘇黎世機場80分鐘的車程之內，而都會區內有多家跨國工司的總部進駐。都會區包括了苏黎世州大部分，也擴展至阿爾高州和索洛圖恩州東部，圖爾高州、圣加仑和格勞賓登州西部，沙夫豪森南部，和楚格州、施維茨州和格拉魯斯州南部。大約三百萬人住在蘇黎世都會區內，但都會區大部分的地方皆為鄉下，且缺少了都會區該有的特質，純粹只以蘇黎世這個小城市作為商業中心。
瑞士統計局將「都會區」定義為：「核心地區以外的地方至少有百分之8.33的人每天通勤至核心地區。」
根據2000年瑞士人口普查，該都會區總共包括7個州，220個市：127個市在苏黎世州，58個市在阿爾高州，11個市在施維茨州，10個在楚格州，9個在沙夫豪森州，3個在圖爾高州，2個市在聖加侖州，總共有2103平方公里。（不包括苏黎世湖和格赖芬湖），人口大約有380萬人。
數個瑞士和國際跨國公司都在蘇黎世都會區內設置總部，因該地與其他地區相比有較多的利益，例如：
- 税率低廉

- 做生意時成本不高昂，基礎設施良善完好

- 生活质量高

- 苏黎世為該地區的金融中心

大蘇黎世地區公司（Great Zurich Area AG）是一個非營利的機構。此機構邀請多家跨國公司，並協助他們在蘇黎世都會區建立分公司，同時也在此地區內投資。它的贊助商是大蘇黎世地區基金會（Stiftung Greater Zurich Area Standortmarketing），是一家於1998年11月的公司，主要在協調公共和私營公司的合作夥伴關係。自從1998年，此公司的服務地區以擴展至格拉魯斯州、格勞賓登州、沙夫豪森、施維茨州、索洛圖恩州、楚格州、苏黎世州等州，和苏黎世、温特图尔等城市。
主要產業：
- 銀行、保險、金融服務
- 生物技术
- 信息及通信技术
- 高科技、微技术與纳米技术
- 服務業
- 研究開發、學術研究